# Principes de la philosophie du droit
Principes de la philosophie du droit (en allemand, Grundlinien der Philosophie des Rechts) est un ouvrage de philosophie publié par Georg Hegel en octobre 1820 à l'usage de ses étudiants à l'université  de Berlin. Il s'agit tout à la fois d'un traité de philosophie politique, de philosophie de l'esprit et de philosophie pratique, qui comprend aussi bien une théorie juridique, politique et sociale qu'une éthique.
Ce livre a exercé une influence considérable, non seulement en philosophie, mais aussi sur toute la théorie politique et sociale au XIXe siècle comme au XXe siècle, qu'il s'agisse du marxisme, du socialisme, du libéralisme ou du fascisme.

## Historique de publication

### Genèse
Professeur à l'université de Heidelberg, Georg Hegel donne une série de cours sur le droit et l'État en 1817. Il se fonde notamment sur des passages de son Encyclopédie des sciences philosophiques concernant l'« esprit objectif ». L'année suivante, il donne un nouveau cours à Berlin, et décide d'approfondir la question du droit en rédigeant un livre dédié au sujet. Il donne un troisième cours lors de l'année universitaire 1819-1820, qui nourrit sa réflexion.
Les propositions qu'Hegel met en avant dans son livre sont inspirées ou reflètent en partie le débat politique de son temps. Les propositions de l'auteur pour une division du pouvoir bicamérale sont très similaires à celles proposées, peu avant la publication du livre, par Wilhelm von Humboldt (paragraphes 298 à 314). La proposition d'Hegel selon laquelle tous les citoyens doivent pouvoir devenir fonctionnaires ou militaires sur leur mérite et non sur la base de leur ascendance reflète une réforme avortée de Heinrich Friedrich Karl vom Stein qui avait cherché à supprimer la nécessité d'être d'ascendance noble pour servir dans l'armée (paragraphes 271, 277, 291).

### Rédaction
Hegel travaille sur l'ouvrage, mais sa publication est retardée. Alors que la prise de contrôle de la Prusse par Napoléon Ier avait conduit à l'émergence d'un fort courant libéral dans le pays, la victoire des conservateurs opposés aux réformes libérales en 1819 provoque la mise en place de la censure des publications d'intellectuels et d'enseignants d'université. Des étudiants et des assistants d'Hegel sont arrêtés. Le philosophe décide alors de modifier des passages de son futur livre. Il rédige une nouvelle préface en juin 1820 avant que le livre ne soit publié cette année-là.

### Publication
Les Principes de la philosophie du droit paraissent en octobre 1820, à la Librairie Nicolai à Berlin. Son sous-titre est « Droit naturel et science de l'État en abrégé » (en allemand, Naturrecht und Staatswissenschaft im Grundrisse). Il s'agit d'un manuel de cours divisé en 360 paragraphes que Hegel commentait lors des cours qu'il consacrait à la philosophie du droit, mais il explique également dans la Préface qu'il entend toucher par son livre un plus large public.
L'ouvrage a été soumis à la censure royale en 1820. La page de titre originale indique l'année 1821 car Hegel craignait que la publication ne soit retardée en raison de la censure.
Le dernier chapitre des Principes de la philosophie du droit sur l'histoire font l'objet de développement dans La Raison dans l'histoire et dans les Leçons sur la philosophie de l'histoire.

### Réception
Les premières critiques de l'ouvrage sont toutes négatives. Hegel est accusé d'aller dans le sens du pouvoir en place et de la censure, et ce d'autant plus qu'il attaque Jakob Friedrich Fries dans sa préface, alors que ce dernier a été arrêté par la police prussienne. Certaines phrases du livre sont interprétées comme une prise de position en faveur du régime, dont notamment, dans la préface, « Ce qui est rationnel est effectif, ce qui est effectif est rationnel ». Fries écrit ainsi au sujet du livre que « Le champignon métaphysique d'Hegel ne tire pas ses racines dans les jardins de la science mais dans le fumier de la servilité ».
Après la première moitié des années 1820, Hegel délègue à son ancien élève Eduard Gans la tâche d'enseigner le contenu de la Philosophie du droit à l'université de Berlin.

## Objet
L'ouvrage a pour objectif de démontrer que l'État moderne, avec sa société complexe, est ce par quoi les abstractions que sont les droits individuels et la liberté (subjective) d'un individu trouvent leur concrétisation, c'est-à-dire un contenu objectif. Hegel montre ainsi que l’État est le lieu par excellence de l'actualisation, c'est-à-dire de la mise en actes, de la liberté concrète.
Pour ce faire, les Principes définissent le concept de « l’esprit objectif ». L’esprit désigne le sujet (comme individu, comme État, comme peuple, comme figure d’une œuvre d’art, comme Dieu vénéré dans une religion, etc.), qui réalise sa subjectivité en intégrant l’objet multiple qui lui fait face et qui est, lui, objectif. Ainsi, un propriétaire est un esprit dans la mesure où il se constitue comme tel en faisant sien le terrain, par hypothèse constitué de partes extra partes dont il prend possession. L’esprit est subjectif en tant qu’individu qui ne se rapporte qu’à lui-même (à son corps, à son expérience propre, à ses représentations…). L'esprit est absolu quand il se manifeste publiquement en tant que sujet gouvernant souverainement son monde (comme c'est le cas, par exemple, dans les représentations artistiques et religieuses). Il est esprit objectif, enfin, quand il tend à se réaliser dans le monde en lui imposant des normes publiquement reconnues.
Pour Hegel, l’esprit tend vers la liberté, c’est-à-dire la complétude, laquelle se réalise quand il est « chez soi » en tout objet. Les Principes de la philosophie du droit présentent l’effort de l’esprit pour s’incarner adéquatement dans le monde. Toutefois, au niveau de l’esprit objectif, il y a une scission indépassable entre le sujet et  l’objet. Pour cette raison, l’esprit ne s’incarne que sur le mode du « devoir-être », c’est-à-dire de normes pouvant être transgressées et de prérogatives pouvant être contestées.

## Structure
Toutes les traductions en langue française évoquées dans cette section et dans les sections suivantes sont, sauf précision contraire, celles de Jean-Louis Vieillard-Baron pour l'édition de l'ouvrage chez GF-Flammarion, 1999  (ISBN 978-2-0807-0664-5).

### Préface
La préface défend le caractère spéculatif de la philosophie. La philosophie, dit Hegel, ne repose pas sur le « cœur » et l’« enthousiasme » (pensée immédiate, traduction Kervégan p. 96), ni sur le formalisme de la « définition », de la « classification » et du « syllogisme » (pensée réflexive, p. 92), mais elle considère le développement vivant et autonome de son objet. Il s’agit d’étudier « la différenciation déterminée des sphères de la vie publique », et comment l’organisation d’ensemble « fait naître la force du tout de l’harmonie de ses maillons » (p. 97).
On trouve dans la préface la formule selon laquelle « ce qui est rationnel est effectif ; et ce qui est effectif est rationnel » (p. 104). Pour certains, cet énoncé exprime l’adhésion de Hegel au réel tel qu’il est, et notamment son allégeance au pouvoir prussien de l’époque. En réalité, le contexte montre que Hegel, ici, tend à exclure du discours philosophique ce qui relèverait de l’injonction ou du vœu pieux. Pour lui, la philosophie ne doit pas être normative, elle doit se contenter de « penser ce qui est ».
Si l’on étudie le concept d’effectivité tel qu’il est présenté dans la Science de la logique, on constate, plus précisément, que l’effectivité désigne le réel en tant qu’il est régi par une règle immanente (ce qui le distingue de cette frange du réel que Hegel nomme le « phénomène ») et qu’un principe n’est rationnel que si, plutôt que de rester abstraitement « pur », il s’inscrit dans le réel. Par la formule sur l’identité du rationnel et de l’effectif, Hegel signifie donc que la philosophie du droit n’a pour tâche ni d’étudier les principes du droit seulement tels qu’ils devraient être, ni le détail infini des réalités juridiques, mais l’incarnation des principes juridiques généraux dans le réel.

### Première partie: Le droit abstrait
Le droit abstrait porte sur l’appropriation des choses par l’homme – et cela dans son aspect à la fois factuel et légal. Pour Hegel, à l’époque post-antique, tout homme a le droit d’être propriétaire. Par la propriété, la volonté trouve à s’incarner dans le monde extérieur et ainsi se rend libre. La propriété n’est donc pas un moyen pour satisfaire un besoin mais une fin en soi (§ 45).
Le droit de propriété, pour Hegel, n’est pas dépendant de la qualité morale des individus ni du contexte socio-politique. En effet, il ne repose que sur la relation de l’homme et du bien appropriable – l’homme, pourvu d’une volonté, ayant par principe un droit « infini » sur la chose en tant qu’elle est sans volonté (§ 44).
Le droit de propriété ne répond pas à la question de savoir ce qu’un individu déterminé doit posséder, il se borne à établir quelle forme prend la propriété valide (§ 37 et 38). C’est à ce titre qu’il est abstrait.
1. Dans un premier moment (« la propriété »), le droit du mien et du tien exprime le rapport que l’individu entretient avec une chose qui, par hypothèse, n’appartient encore à personne. Hegel évoque, entre autres, l’appropriation par la « saisie corporelle », la « mise en forme », et le « marquage » (§ 55-58).
2. Dans un deuxième moment (« le contrat »), la propriété procède du rapport intersubjectif des propriétaires qui contractent les uns avec les autres. Par le contrat, la propriété acquiert une existence dont la durée prolongée est garantie. C’est le processus où la volonté, originairement  subjective, personnelle et arbitraire, devient une volonté objective d’ordre général, autrement dit une institution sociale.
3. Dans un troisième moment (« l'injustice »), la propriété repose sur la contrainte juridictionnelle qui, à l’encontre d’une injustice commise, rétablit le bon droit (§ 93). La validité de la propriété ne repose plus ni sur le seul agir individuel, ni sur la série itérative des contrats individuels, mais sur le droit pénal commun à l’ensemble de la collectivité considérée.
Il est à noter que Hegel dénie toute fonction préventive, éducative ou curative de la peine. Dans le cadre (immédiat, donc rudimentaire) du droit abstrait, il s’agit seulement d’une vengeance destinée à restaurer le bon droit.

### Deuxième partie: La moralité (die Moralität)
L’agir considéré dans le moment de la « moralité » vise l’accomplissement de buts particuliers. La section examine plus précisément les droits et les devoirs du sujet agissant tels qu’ils sont publiquement reconnus à l’époque post-antique. Pour Hegel le sujet a, alors, le droit de tirer de lui-même la maxime de son action. Il a également le droit ne se voir reprocher, parmi les effets de son action, que ce qu’il a effectivement voulu (§ 107).
La maxime de l’action de type moral (qui peut être bonne ou mauvaise) ne procède d’aucune institution. Pour cette raison, sa validité est toujours discutable : en fonction des circonstances, l’action peut avoir des effets malheureux ou être critiquable sous tel ou tel point de vue. L’action de type moral n’est pas une chimère, mais elle ne peut échapper à la contradiction et à l’insatisfaction (§ 108).
On trouve dans cette section une discussion célèbre de la morale kantienne. Pour Hegel, dans la sphère de la moralité, aucune maxime n’est authentiquement universelle. En effet, dans la mesure où la maxime procède du seul sujet particulier, elle repose inévitablement sur des choix arbitraires (Remarque du § 135).

### Troisième partie: La réalité morale (die Sittlichkeit)
La réalité morale (traduit aussi sous le terme : « La vie éthique » ou « L'éthicité ») désigne la sphère des organisations intersubjectives unifiées par une règle commune. Dans ces ensembles, les individus ont un comportement universel. « Universel », ici, n’est pas à entendre au sens où leur agir serait valable toujours et partout, mais au sens où, dans l’institution considérée, il assure le bien commun. Par exemple, l’individu agit en tant que membre de telle ou telle famille, de telle ou telle corporation, de tel ou tel peuple... Pour Hegel, être libre, c’est être « chez soi » dans son autre. Puisque l’institution unifie ses membres, elle est essentiellement libre et libérante (§ 149).
La famille est la sphère des liens seulement « naturels ». Elle est certes une institution, mais une institution qui repose sur le sentiment (§ 158). Pour cette raison, il y a une multiplicité de familles, dont chacune n’a qu’une durée réduite (§ 177-178).
La société civile bourgeoise est un moment de multiplicité. L’homme s’y rapporte à autrui non pas sur le mode de l’amour familial ni sur celui de la coappartenance à un même État, mais sur le mode de la concurrence et de la défense de ses intérêts égoïstes (§ 187). Hegel insiste sur les inégalités et les contradictions qu’implique la société civile, où l’on constate à la fois des phénomènes d’excès de fortune et la formation d’une « populace » misérable.
Mais la société n’est pas pour autant un état de nature, car en elle règne le droit. La société civile assure la production organisée et l’échange des biens, mais aussi la formation sociale des besoins. Par ailleurs, elle édicte et met en œuvre des lois. Enfin, elle s’organise en institutions à buts particuliers : les corporations et la police (la notion de « Polizei », dans le vocabulaire administratif classique allemand, désignant l’administration chargée non seulement du maintien de l’ordre, mais aussi de la régulation de la vie économique et sociale).
L’État, enfin, représente l’achèvement de la vie éthique. Il ne repose ni sur le sentiment de l’amour (comme la famille), ni sur les intérêts égoïstes (comme la société civile) mais sur le patriotisme. Ses membres sont véritablement différents les uns des autres (comme dans la société civile), mais il les unifie (comme dans la famille). Le principe d’unification est alors la volonté délibérée d’obéir à la loi commune (Remarque du § 258).
Cependant, l’État moderne ne se borne pas à conférer à ses membres une même disposition d’esprit civique (aspect d’identité). Il reconnaît également aux hommes le droit de poursuivre leurs buts individuels (aspect de différence). L’État ne prohibe nullement la défense des intérêts personnels des individus, mais ordonne ceux-ci au bien commun (§ 154).
L’État se caractérise par une constitution au sens d’une organisation des pouvoirs. Dans l’État moderne, le pouvoir princier se distingue du pouvoir gouvernemental et du pouvoir parlementaire. En même temps, Hegel critique la théorie de la séparation des pouvoirs telle qu’on la trouve chez Montesquieu. À ses yeux, l’articulation des pouvoirs est « organique » au sens où chaque instance politique assume un aspect de la volonté politique, sans cependant borner les autres instances. Chaque instance est entièrement souveraine, mais elle ne prend en charge qu’une dimension particulière de la vie de l’État.
La fonction du prince a fait l’objet de controverses interprétatives. Il semble en effet y avoir une contradiction entre certains textes qui lui confèrent un rôle primordial (il est « le sommet et le commencement du tout »: cf. § 273) et d’autres qui, au contraire, en font un rouage subalterne de l'État (il se bornerait à contresigner les décrets préparés par le gouvernement: cf. Addition du § 279).
Pour Karl Heinz Ilting, cette contradiction exprime deux modes d’expression de Hegel. L’un, exotérique (destiné au grand public) est celui des textes publiés. Il se caractérise par l’allégeance de Hegel au pouvoir en place. L’autre, ésotérique (destiné aux initiés) est celui des Leçons orales. Il se caractérise au contraire par le libéralisme politique. Ce thème est aussi développé par Jacques D'Hondt. Pour Éric Weil, « le prince n’est pas le centre ni le rouage principal de l’État ». Pour Bernard Bourgeois en revanche, le prince joue un rôle de premier plan dans l’État, car c’est justement le formalisme de sa décision qui lui confère une valeur absolue.
Pour Gilles Marmasse, l’évaluation par Hegel de la fonction princière est à rapporter au caractère « immédiat » de cette fonction. D’un côté, le prince est indispensable, car il est une composante de la volonté étatique. D’un autre côté, sa volonté est abstraite dans la mesure où elle ne porte pas sur le détail de la loi relativement aux individus (qui doit être déterminé par le parlement), ni sur son application aux affaires particulières (qui relève du gouvernement), mais sur son contenu relatif à l’État en général. Hegel minore donc bien la fonction du prince.
Hegel est favorable au caractère héréditaire de la monarchie. À ses yeux en effet, si le prince était élu, il serait dépendant de ses électeurs et ne serait pas véritablement souverain. Le prince est patriote. En outre, son appartenance à la dynastie régnante lui permet de s'élever au-dessus des intérêts particuliers, ce qui le rend apte à assumer sa fonction. Mais il faut souligner que cet éloge du prince est ambivalent : sa compétence n’est que naturelle, elle est donc en même temps inaboutie.
Si le monarque décide, le gouvernement – au sens de l’administration d’État – prépare les lois et les met en œuvre. Sa fonction d’application consiste à subsumer les affaires particulières sous l’universel de la loi (§ 288). Il s’agit notamment de faire en sorte que les différentes activités de la société civile concourent à l’intérêt général.
Hegel condamne la vénalité des charges : le fonctionnaire se comporte non en membre de la société civile mais en citoyen. Le pouvoir gouvernemental a une double caractéristique : la compétence et l’indépendance.
Le parlement examine les lois pour autant qu’elles se rapportent aux groupes socioprofessionnels différenciés mais soucieux de l’intérêt commun. La fonction du parlement est double : il précise le contenu de la loi et assure la formation de la disposition d’esprit de ses membres et finalement du peuple en général (§ 314). La publicité des débats parlementaires permet d’éduquer le public, de le faire passer d’une vision égocentrique et limitée à la vision d’ensemble de la communauté.
Pour Hegel, les relations entre États souverains sont essentiellement conflictuelles. Les États peuvent certes conclure des pactes les uns avec les autres, mais ces pactes sont inévitablement précaires. Hegel récuse notamment le programme kantien d’une paix perpétuelle fondée sur une Société des nations.
L’histoire, pour Hegel, n’est pas celle de l’humanité en général mais celle des peuples. Chaque peuple, dans son évolution, tend à accéder à une conscience adéquate de lui-même, et à établir un État qui exprime sa conception propre de la liberté. D’un peuple à l’autre, il y a un progrès de la liberté. En effet, l’histoire commence avec le despotisme oriental. Elle se poursuit avec la « belle liberté » grecque (conditionnée cependant par l’esclavage et les oracles) et la liberté romaine (fondée sur le droit de propriété égal pour tous). Elle se conclut, enfin, avec la liberté de type germanique, selon laquelle chaque homme a une « valeur infinie ». À l’époque orientale, un seul est libre, à l’époque gréco-romaines, quelques-uns sont libres, et à l’époque germanique, dit Hegel, tous les hommes sont libres.

## Thèses

### La liberté comme action déterminée par soi dans l’État
Hegel définit, dès la préface, la théorie éthique qui gouverne à tous les Principes de la philosophie du droit : le bien est, pour l'homme, son actualisation par lui-même de son esprit. L'esprit humain est liberté (§4), il porte vers la liberté. La liberté est non pas la possibilité d'agir, mais plutôt, l'agir humain même par lequel l'homme est déterminé par lui-même et par rien qui lui serait extérieur (§23). Il ne s'agit donc pas de la liberté assimilée au libre arbitre, qui n'est qu'une liberté de faire ce qui nous plaît (§15). La liberté consiste à agir en dépassant les particularités pour agir de manière universelle, c'est-à-dire objective (§23) ; cela exige de prendre en compte autrui pour l'intégrer à mon action, à mes projets.
L'homme est libre lorsque, dans le cadre de la vie éthique sociale, il s'identifie avec les institutions (les normes) de sa société, qu'il reconnaît légitimement comme lui correspondant et lorsqu'il se reconnaît comme en faisant partie. L'homme agit alors selon ses dispositions, qui sont alignées avec les besoins de la vie en société. Cela exige qu'au sein de l’État, les intérêts collectifs de l’État soient en harmonie avec les objectifs de vie des individus.

### L'esprit subjectif et l'esprit objectif
La psychologie humaine, en ce qu'elle a d'individuel (car liée à l'individualité de celui qui pense), relève de l'esprit subjectif. L'esprit objectif, lui, exige d'agir de manière rationnelle en-dehors de soi, en prenant en compte les autres ; la société rationnelle relève de l'esprit objectif. La liberté est véritable lorsque les hommes agissent dans le cadre d'une société dont la rationalité se caractérise par le fait que chacun sait que ses institutions sont rationnelles, et que chacun agit en tant qu'il est lui-même, par lui-même, dans le cadre de ces institutions.

### La vie éthique
La vie éthique (Sittlichkeit, définie aux paragraphes 144 et 145) renvoie au système d'institutions sociales rationnelles dans lequel les individus vivent. La vie éthique objective réside dans ce système d'institutions rationnelles, c'est celle qui est ancrée dans ce système d'institutions. La vie éthique subjective est liée à la disposition d'un individu à agir dans le sens de ce que les institutions exigent (§146 et 148). Une société rationnelle est celle où la vie en société, avec ses institutions (normes de vie), n'oppresse pas les individus dans leurs besoins, mais où chacun agit selon son individualité, qui correspond à son devoir. L'individu devient vraiment lui-même lorsqu'il prend conscience de ce que sa vie sociale est en adéquation avec son individualité, que les obligations éthiques qui sont les siennes ne sont pas des limitations à sa liberté mais au contraire sont sa liberté en acte.
Ainsi, la vie éthique moderne ne conduit pas toujours au bonheur. Elle exige, pour rendre la personne satisfaite de son existence, de lui donner les moyens (les normes, les institutions) d'actualiser ses individualités, c'est-à-dire ses particularités dans la vie sociale (§187). Pour cela, l’État doit respecter le droit de chacun à déterminer les directions qu'il souhaite prendre dans sa vie et de lui fournir des institutions pour qu'il s'épanouisse dans son individualité (§185, 187, 206).

### Personnalité et subjectivité
Hegel considère que la modernité libérale est telle que les individus ne se considèrent heureux que s'ils ont la capacité, dans la société dans laquelle ils vivent, d'agir selon leurs dispositions, c'est-à-dire d'être eux-mêmes. Toutefois, les institutions sociales ne sont appréciées, et la vie éthique accomplie, que lorsque les institutions (les normes) sociales nous permettent d'actualiser l'image que l'on se fait de soi, c'est-à-dire d'agir selon ce que l'on pense être notre individualité. Le signe de la modernité est donc que les individus se pensent comme des personnes, qui exigent d'exercer leur liberté arbitraire dans une sphère extérieure à eux-mêmes, à savoir leur propriété et non seulement leur corps (§41 à 47).
Le philosophe soutient que la modernité est telle que les individus considèrent qu'ils donnent à eux-mêmes un sens singulier à leur existence par le biais des choix qu'ils réalisent au cours de leur vie, et qui expriment leur indépendante, leur faculté de libre choix. Les hommes sont donc des sujets de leur existence (§105-106) qui trouvent dans leur choix propre une « auto-satisfaction » (§105-106).

### Droit abstrait
Le droit abstrait est le droit qui s'applique au domaine de la liberté arbitraire, c'est-à-dire de la liberté de l'individu d'agir comme il lui semble dans une sphère qui est la sienne, à savoir son corps et sa propriété. Ce droit est dit abstrait car il s'applique à l'individu non pas en tant qu'il est une personne (singulière), mais en tant que son individualité lui ouvre le droit à ces droits, indépendamment du contexte et de l'utilisation qu'il veut en faire. Dans un État moderne, la rationalité de l’État exige qu'il protège ce droit abstrait par le biais des institutions judiciaires (§209).

### Droit positif
Le droit positif a vocation à déterminer le droit, c'est-à-dire les règles de droit. Les droits que l'on suit en tant que personne ne sont valides dans une société que dès lors qu'ils sont transcrits en droit positif. Le droit positif qui ne procéderait pas de ce qui est juste, c'est-à-dire une règle votée par un Parlement qui serait contraire à la justice, n'oblige pas la personne ; ainsi des lois qui autoriseraient l'esclavage.

### Le rôle de l’État
Hegel distingue l'Etat en tant que société qui a une fin politique, et l’État en tant qu'institution politique (§267). L’État est la fin de l'individu non pas en tant que l’État est une institution politique, mais en tant qu'il est la société dans laquelle l'individu s'inscrit. Il peut y agir librement en tant que membre de l’État : l'individu est alors « patriote », non pas en tant qu'il agit de manière héroïque pour son État, mais entant qu'il vit une vie de devoir éthique qui fait de la société la base de son action et en même temps sa fin (§268).
Hegel s'oppose à la position des penseurs libéraux selon laquelle l’État, comme chez Johann Gottlieb Fichte, aurait pour utilité d'être le régulateur des droits de chacun, utilisant sa force pour superviser les actions des personnes. La véritable condition pour une vie éthique constituée dans un État, défend Hegel, est que les droits des personnes soient intégrés dans un système cohérent d'institutions qui assurent à chacun la liberté de vivre une vie conforme à leur personne.

### La société civile
Avec les Principes, Hegel donne à l'expression de société civile une nouvelle signification. Alors qu'elle était jusqu'à présent synonyme avec l’État, et permettait de distinguer la société au sens le plus large avec la société dite « naturelle » (la famille, avec laquelle nous sommes liés par des liens de nature et d'amour), Hegel utilise l'expression pour désigner l'espace intermédiaire entre l’État, qui est l'organisation de la communauté à des fins politiques, et la société naturelle, privée, de la famille. La société civile est ainsi définie comme la sphère d'existence dans laquelle l'individu, en tant qu'il est sujet de son existence et individualité, exerce son droit à mener sa vie comme il l'entend et à suivre ses intérêts subjectifs. Dans cette sphère, l'homme existe en tant qu'il est propriétaire.
La société civile permet l'économie de marché, où, par une ruse de la raison, les actions individuelles égoïstes contribuent à une rationalité non-intentionnelle qui harmonise les parties dans le tout. Toutefois, l'économie de marché est également un lieu de conflit entre les offreurs et les demandeurs (les producteurs et les consommateurs) et cause des déséquilibres néfastes. La société civile doit donc être régulée par l'État qui s'assure que la société ne soit ni contrôlée par lui-même, ni parfaitement libre commercialement.

### Principe d'atomicité
Les Principes de la philosophie du droit soutiennent la thèse selon laquelle la plus grande menace à la vie libre n'est pas tant l’État, mais plutôt le « principe d'atomicité », à savoir la propension des modernes à vivre une vie intégrée dans la société, où ils exercent leur subjectivité en accord avec la société. Il considère comme un danger la disposition qu'aurait la modernité à valoriser le fait pour l'individu de survaloriser sa personne en se retirant de la société ou en faisant passer sa subjectivité avant la société. Or, cela empêche ces individus de mener une vie authentique dans la société.

## Débats et critiques

### Hegel comme partisan de l'absolutisme ou de l’État de droit
L'ouvrage a été interprété par des courants libéraux prussiens comme le testament absolutiste de leur auteur. Le livre a ainsi amplifié l'image d'un Hegel en faveur du Machtstaat prussien. Certains ont ainsi vu en ce livre, au début du XXe siècle, l'un des germes de l'impérialisme allemand, puis du national-socialisme, quand bien même le philosophe attitré du Troisième Reich, Alfred Rosenberg, avait dénoncé Hegel comme contraire au nazisme.
Les hégéliens centristes interprètent l'ouvrage, depuis sa sortie, comme une tentative d'Hegel de fonder un État de droit. Les principaux spécialistes de l'auteur se rejoignent aujourd'hui sur cette analyse, rejetant le lieu commun d'un Hegel soutenant l'autoritarisme prussien. Dans tout l'ouvrage, l'auteur se montre en faveur de réformes libérales modérées, sans se montrer ni radical, ni subversif.

### Difficulté d'accès
L'ouvrage a été critiqué comme particulièrement difficile d'accès, tout comme la Phénoménologie de l'esprit. Allen W. Wood écrit que du fait de la complexité de son style, et de « son écriture [...] difficile, même irritante, remplie de jargon impénétrable », Hegel est « débattu plus qu'il n'est compris ». Eugène Fleischmann, dans son commentaire de l'ouvrage, La philosophie politique de Hegel, souligne également la difficulté d'accès de l’œuvre.

#### Traductions
- Principes de la philosophie du droit, trad. André Kaan, Gallimard, 1940
- Principes de la philosophie du droit, trad. Robert Derathé et Jean-Paul Frick, Vrin, 1975
- Principes de la philosophie du droit, trad. Jean-François Kervégan, PUF, 1998
- Principes de la philosophie du droit, trad. Jean-Louis Vieillard-Baron, GF-Flammarion no 664, janv. 1999

#### Commentaires
Classement par siècle et par ordre alphabétique
Au XIXe siècle
- Karl Marx, Contribution à la critique de la philosophie du droit de Hegel, rééd. Editions Allia, 1998.

Au XXe siècle
- Avineri Shlomo, Hegel’s Theory of the modern State, Cambridge, CUP, 1972.
- Bourgeois Bernard, Études hégéliennes. Raison et décision, Paris, PUF, 1992.
- Denis Henri, Hegel, penseur politique, Lausanne, L’Âge d’homme, 1989.
- D’Hondt Jacques, Hegel, philosophe de l'histoire vivante, Paris, PUF, 1966.
- Fleischmann Eugène, La Pensée politique de Hegel, Paris, Plon, 1964.
- Losurdo Domenico, Hegel et les libéraux, Paris, PUF, 1992.
- Planty-Bonjour Guy, Le Projet hégélien, Paris, Vrin, 1993.
- Ritter Joachim, Hegel et la Révolution française, suivi de Personne et propriété chez Hegel, Paris, Beauchesne, 1970.
- Taylor Charles, Hegel et la société moderne, Paris, Cerf, 1998.
- Weil Éric, Hegel et l'État, Paris, 1950.

Au XXIe siècle
- Bouton Christophe, Le Procès de l’histoire. Fondement et postérité de l’idéalisme historique de Hegel, Paris, Vrin, 2004.
- Bories Eric, Hegel, philosophie du droit, Paris, Ellipses, 2012.
- Kervégan Jean-François, L’Effectif et le rationnel, Paris, Vrin, 2007.
- Kervégan Jean-François, Marmasse Gilles (dir.), Hegel penseur du droit, Paris, CNRS éditions, 2003.
- Gouin, Jean-Luc, Hegel. De la Logophonie comme chant du signe, Paris et Milan, Mimésis, 2e éd. refondue, 2023 (le politique hégélien - via les concepts de Liberté et d'État tout spécialement - occupe en cet ouvrage un large espace éditorial)
- Marmasse Gilles, Force et fragilité des normes. Les principes de la philosophie du droit de Hegel, Paris, PUF, 2011
- Soual Philippe, Le Sens de l’État, Louvain-Paris, Peeters, 2006.
- Vieillard-Baron Jean-Louis, Hegel, Penseur du politique, Paris, éditions du Félin, 2006.